# Peasmarsh (Surrey)
Peasmarsh – osada w Anglii, w hrabstwie Surrey. Leży 3 km od miasta Guildford. W 2016 miejscowość liczyła 540 mieszkańców.